# 898 Hildegard
898 Hildegard
898 Hildegard là một tiểu hành tinh ở vành đai chính. Nó được Max Wolf phát hiện ngày 3.8.1918 ở Heidelberg, và được đặt theo tên thánh Hildegard của Bingen.